# Лоскутов, Артём Александрович
Артём Александрович Ло́скутов (15 сентября 1986, Новосибирск, СССР) — российский художник, один из организаторов ежегодных шествий «Монстрация» в Новосибирске и фестиваля некоммерческого кино «Киноварь», режиссёр и оператор фильма «Нефть в обмен на ничего» (2011), соавтор фильма «Русская зима» (2015). Лауреат премии Московской Хельсинкской группы в области защиты прав человека (2015). Двукратный лауреат государственного конкурса в области современного искусства «Инновация» (2010, 2019). Совместно с Марией Киселевой был удостоен первого приза Альтернативной премии «Российское активистское искусство» в номинации «Акции, реализованные в городском пространстве» (церемония награждения лауреатов прошла в рамках Ассамблеи «МедиаУдар» в Зверевском центре современного искусства 4 декабря 2012 года).

## Биография
В 2009 году окончил физико-технический факультет Новосибирского государственного технического университета.
Артём Лоскутов — один из организаторов ежегодных шествий «Монстрация» в Новосибирске и фестиваля некоммерческого кино «Киноварь», участник творческой группы «Бабушка после похорон» (БПП), до этого — участник творческого объединения CAT (Contemporary Art Terrorism). Стал широко известен после ареста сотрудниками Центра по противодействию экстремизму (Центр «Э») по обвинению в хранении марихуаны.
Общественное мнение на творчество Артёма и на сам судебный процесс разделилось.
Работа «Новосибирск без наркологов» также послужила причиной временного удаления аккаунта Артёма конфликтной комиссией «Живого журнала».
По итогам 2010 года газета «Акция» включила Артёма Лоскутова в список «Молодые люди года», признав его победителем в номинации «Общество».
Проект «Монстрация» Артёма Лоскутова получил премию «Инновация 2010» в номинации «Региональный проект».
15 мая 2009 года Лоскутов был задержан сотрудниками Центра по противодействию экстремизму. При досмотре у Лоскутова был найден пакет с 11 граммами марихуаны. 20 мая 2009 Дзержинский районный суд избрал арест в качестве меры пресечения, 10 июня 2009 Областной суд это решение отменил и Лоскутов был освобождён. 18 марта 2010 года суд огласил приговор по делу и оштрафовал Лоскутова за хранение марихуаны на 20 тыс. руб.
В марте 2010 года подписал обращение «Путин должен уйти».
14 декабря 2010 года стало известно о возбужденном против Лоскутова уголовном деле по обвинению в оскорблении представителей власти (ст. 319 УК РФ).
В июне 2012 года мировые суды Железнодорожного и Центрального районов Новосибирска признали Лоскутова виновным по части 2 статьи 5.26 КоАП (нарушение законодательства о свободе совести, свободе вероисповедания и о религиозных объединениях — оскорбление религиозных чувств граждан либо осквернение почитаемых ими предметов, знаков и эмблем мировоззренческой символики) и приговорили его к штрафам в размере 500 руб. каждый в связи с тем, что он разместил на рекламных стендах в центре Новосибирска изображения, стилизованные под православные иконы, с призывами освободить арестованных участниц группы Pussy Riot. Лоскутов обжаловал эти постановления, так как считает, что в его действиях не было состава правонарушения.
В сентябре 2013 года объявил о переезде в Москву.
На 17 августа 2014 года в Новосибирске было намечено проведение марша с лозунгом «Хватит кормить Москву!», одним из организаторов которого выступил Лоскутов. В описании мероприятия было написано, что «наша цель — создание Сибирской республики в составе РФ либо уравнивание в правах наших регионов с республиками», а как объяснял сам Лоскутов — «марш называется „За федерализацию Сибири“. Терминология используется та же, что и в случае с событиями на Украине. Российские медиа и российская пропаганда называют это федерализацией». Однако до начала каких-либо активных действий, Генеральная прокуратура РФ добилась решения о блокировании страницы марша в социальной сети «ВКонтакте», Роскомнадзор прислал Русской службе Би-би-си уведомление об ограничении доступа к этим материалам на сайте, сайт Slon.ru по требованию Генпрокуратуры удалил материал о марше. Также Роскомнадзор на основании представления Генпрокуратуры отправил предупреждения в 14 СМИ. В итоге, мэрия Новосибирска запретила акцию «для обеспечения незыблемости конституционного строя, территориальной целостности и суверенитета России».
В мае 2015 года Лоскутов объявил о намерении участвовать в открытых праймериз Демократической коалиции (объединения партий «РПР-Парнас», «Партии прогресса», «Демократический выбор», «Гражданской инициативы», «Партии 5-го декабря» и «Либертарианской партии России» для дальнейшего участия на сентябрьских выборах в заксобрание Новосибирской области).
В 2019 году Лоскутов написал и продал более 30 картин, которые он называет «дубинописью»: на холст наносится краска ударом полицейской дубинки. 12 августа 2020 года под впечатлением от протестов в Беларуси после выборов президента 9 августа 2020 года была создана работа «Беларусь». Она была продана на аукционе за 3 миллиона рублей. Половину суммы Артем передал на поддержку протестующих. 6 февраля 2021 года в фейсбуке Артёма была выставлена на продажу работа «Флаг», посвящённая протестам в России 23 и 31 января 2021 года. Она была продана за 501 тысячу рублей. Артем пообешал, что вся сумма в качестве пожертвования будет разделена между «Апологией протеста» и «ОВД-Инфо».
2 декабря 2019 года Алексей Навальный опубликовал на своём YouTube-канале расследование о связи главы ВТБ Андрея Костина и телеведущей Наили Аскер-Заде. В нём фигурировала табличка с текстом «Andrey Kostin, don't forget we are of the same blood. I love you. Nailya, 2015» найденная на одной из скамеек в Центральном парке Нью-Йорка. По версии расследования, табличка была установлена по заказу Аскер-Заде. 8 декабря Навальный заявил, что табличка исчезла со своего места, а на следующий день Лоскутов опубликовал фото таблички, в точности похожей на пропавшую, и выставил её на аукцион на своей странице в Facebook. Работа, состоящая из таблички, прикреплённой на холст с подписью автора, получила название «Без любви ничего не получится» и была продана за 1,5 млн рублей неизвестному покупателю. Все вырученные от продажи деньги Лоскутов направил на благотворительность в «Русфонд». В августе 2020 года проект Лоскутова с табличкой получил премию «Инновация» в номинации «Проект года».

## Творчество

### Список произведений

#### Картины
- Цикл «Дубинопись» (2019 — н. в.)

#### Выставки
- «Околомонстрация», галерея «Жир» (Москва, Винзавод), 2010 г.[35]
- «Равноудаление», галерея «No Soap» (Новосибирск), 2007 г.[36]

#### Хэппенинги
- Монстрация (2004 — 2019)

#### Видеоработы
- «Нефть в обмен на ничего», 2011 г. (режиссёр, оператор)
- «Монстрация 2004—2010», 2010 г., находится в коллекции ММСИ
- «Новосибирск без наркологов» (YouTube)
- «Тамада» (YouTube)
- «Часовня» (YouTube), 2007 г.
- «Деньги для революции» (YouTube), 2007 г.
- «Блаженство» (YouTube), 2006 г.

#### Галерея «Стенка»
- Бабушка после похорон — «Кризис»
- Экстремизмом с оптимизмом

#### Перфомансы
- «Мокрые попы»
- «Дубинопись» (живопись при помощи полицейской дубинки)

#### Другие работы
- «Без любви ничего не получится» (2019) — Государственная премия «Инновация»

### Избранные групповые выставки
- 2004 — «3-й Фестиваль современного искусства АртКлязьма» — Пансионат Клязьминское водохранилище, Московская область, Россия
- 2013 — «Pussy Riot and the Russian Tradition of Art Rebellion» — MeetFactory, Прага, Чехия[37]
- 2014 — «Pussy Riot and the cossacs: Russian Tradition of Art Resistance» — Havremagasinet Art Center, Боден, Швеция[38]
- 2017 — «Art Riot: Post-Soviet Actionism» — Галерея Саатчи, Лондон, Великобритания[39][40]
- 2017 — «dis/order. Art and Activism in Russia since 2000» — Ludwig Forum für Internationale Kunst, Ахен, Германия[41]
- 2017 — Триеннале российского современного искусства — Музей современного искусства «Гараж», Москва[42]
- 2017 — «НАИВ…НО: исторические и стилистические параллели в искусстве наива и профессиональном искусстве примитивизма XX—XXI веков» — Московский музей современного искусства, Москва[43]
- 2018 — «RESIST! The 1960s protests, photography and visual legacy» — BOZAR/Centre for Fine Arts, Брюссель, Бельгия[44]
- 2018 — «Искусство 2000-х» — Государственная Третьяковская галерея, Москва[45]

### Работы находятся в собраниях
- Московский музей современного искусства, Москва.
- Государственная Третьяковская галерея, Москва.
- Музей современного искусства «Гараж», Москва.

## Обвинение в хранении наркотиков
15 мая 2009 года Лоскутов был задержан в Новосибирске четырьмя сотрудниками Центра по противодействию экстремизму. Впоследствии, при обыске, проведённом на улице в присутствии двух понятых, в сумке Артёма был обнаружен полиэтиленовый пакет с 11 граммами марихуаны. Однако дальнейшие экспертизы показали, что на пакете не было отпечатков пальцев Лоскутова, на смывах с его рук не было следов наркотиков, в крови следов данных веществ также не обнаружено.
20 мая 2009 года Дзержинский районный суд Новосибирска избрал в качестве меры пресечения содержание под стражей.
25 мая 2009 года адвокат Лоскутова обжаловал постановление о заключении под стражу в областном суде. Слушание было назначено на 3 июня 2009 г. Затем в связи с подачей адвокатом дополнительной кассационной жалобы слушание было перенесено на 10 июня 2009 г. 10 июня областной суд отменил постановление Дзержинского районного суда об избрании меры пресечения и постановил освободить Лоскутова из под стражи до суда. 18 марта 2010 года суд огласил приговор по делу и оштрафовал Лоскутова за хранение марихуаны.

### Общественные акции в поддержку Лоскутова
После задержания в Новосибирске и других городах России различными сообществами было проведено несколько общественных акций в поддержку Артёма и в знак протеста против его ареста:
- Граффити-акция в Санкт-Петербурге 20 мая 2009 года[52].
- Перформанс «Арестуйте меня, я художник!» 21 мая 2009 г. в новосибирской галерее White Cube (сайт).
- Уличная акция в Туле 23 мая 2009 года[53].
- Пикетирование в Москве Следственного комитета при прокуратуре России 26 мая 2009 г[54]
- Пикет в Новосибирске 29 мая 2009 года[55].
- Пленэр-голодовка художников в Санкт-Петербурге с 30 мая 2009 года[56][57]
- Пикет против ареста Артёма Лоскутова в Мурманске 30 мая 2009 г.[58]
- Пикет против ареста Артёма Лоскутова в Новосибирске 9 июня 2009 года[59].
- Пикет «Соревнование по подкидыванию травки», привлекающий внимание к разваливающимся обвинениям Артёма Лоскутова. Новосибирск, Первомайский сквер, 23 февраля 2010 года[60].
- Песня исполнителя Noize MC «Плакаты», исполненная вокалистом группы НАИВ Александром Ивановым в его сайд-проекте «Radio Чача» (альбом «Live slow die old»).[61]